# Institut Tavistock
Pour les articles homonymes, voir Tavistock.
L'Institut Tavistock (Tavistock Institute) a été fondé en 1947 par Frédérick Emery, Eric Trist, Henry Dicks, Leonard Browne, Ronald Hargreaves, John Rawlings Rees, Mary Luff et Wilfred Bion. Tommy Wilson en fut le premier Président. Le nom originel était Tavistock Institute of Human Relations. Son objet était principalement l'étude du comportement de groupe et du comportement organisationnel. Kurt Lewin eut une grande influence sur le travail de l’institut. Plusieurs membres de l'institut devaient jouer des rôles importants dans les affaires mondiales, comme John Rawlings Rees qui devint le premier président de la World Federation for Mental Health (Fédération mondiale pour la santé mentale).

## Description
L'Institut Tavistock a développé et appliqué la théorie et les pratiques développées par Wilfred Bion après sa mort en 1979.
Plusieurs branches utilisent le nom de Tavistock, amenant une confusion sur la fonction des uns et des autres. Le « Tavistock Institute of Medical Psychology », par exemple, aussi appelé « Tavistock Clinic » et dont John Rawlings Rees fut une figure majeure, se spécialise maintenant dans la relation des couples et a pris le nom de « Tavistock Centre for Couple Relationships ».
Certains auteurs comme John Coleman et Daniel Estulin le présentent comme un élément structurel devant conduire à un Nouvel Ordre Mondial,.